# كأس العراق 1986–87
فاز بهذه النسخة من بطولة لكأس العراق نادي الرشيد بعد فوزه في المباراة النهائية على نادي الجيش بركلات الترجيح (4-3) بعد انتهاء الوقتين الأصلي والإضافي بالتعادل بهدف لكل فريق.